# Burayu
Burayu (o Asayita) è un centro abitato e uno dei woreda, della zona di Finfine nella regione di Oromia in Etiopia.